# Борне-Сулиново (гмина)
Борне-Сулиново (пол. Borne Sulinowo) — гмина (волость) в Польше, входит как административная единица в Щецинецкий повет, Западно-Поморское воеводство. Население — 9104 человека (на 2005 год).